# Omar Al-Ghamdi
Omar Al-Ghamdi (en árabe: عُمر الغامدي‎; La Meca, Arabia Saudita; 11 de abril de 1979) es un exfutbolista de Arabia Saudita que jugaba en las posiciones de defensa y Centrocampista.

## Carrera

### Club
| Periodo   | Club         |
| --------- | ------------ |
| 1998–2010 | Al-Hilal FC  |
| 2010–2015 | Al-Shabab FC |

### Selección nacional
Jugó para Arabia Saudita en 78 ocasiones de 2000 a 2008, participó en dos ediciones de la Copa Mundial de Fútbol y en dos ediciones de la Copa Asiática.

## Logros
- Saudi Professional League (5): 1997–98, 2001-02, 2004-05, 2009–10, 2011-12
- Saudi Crown Prince Cup (7): 1999-2000, 2002–03, 2004–05, 2005–06, 2007–08, 2008–09, 2009-10
- Copa Prince Faisal bin Fahd (3): 2000, 2005, 2006
- Saudi Founder's Cup (1): 1999
- AFC Champions League (1): 1999-2000
- Asian Cup Winners' Cup (1): 2001-02
- Asian Super Cup (1): 2000
- Saudi Super Cup (1): 2014
- King Cup (1): 2014